# 由水伸
由水 伸（よしみず しん - ）は、日本の工学者。道都大学経営学部教授。

## 経歴

### 学歴
- 1982年（昭和57年）3月 - 北見工業大学工学部機械工学科卒業（工学士）

### 職歴
大学卒業後、民間企業勤務を経て1989年旭川大学非常勤講師として教壇に立つ。以降、道都大学短期大学部講師から道都大学助教授を経て現職。
年表
- 1989年（平成元年）4月 - 旭川大学経済学部非常勤講師
- 1990年（平成2年）4月 - 旭川大学女子短期大学部非常勤講師
- 1994年（平成6年）4月 - 道都大学短期大学部経営科講師
- 2002年（平成14年）4月 - 道都大学経営学部経営学科助教授
- 2007年（平成19年）4月 - 道都大学経営学部経営学科教授

## 専門（研究・活動内容等）

### 研究概要

#### 研究分野
- 情報学基礎
- 教育工学
- 社会システム工学・安全システム

#### 研究テーマ
- 情報テクノロジーの応用による地域コミュニティの活性化
  - 市民情報化、コミュニティ、インターネット、デジタルデバイド
- 初等中等教育における情報教育のあり方と学習環境の構築について
  - 情報教育、インターネット、ネットワーク、ネットデイ、デジタルデバイド

## 委員歴・役員歴
- 札幌市地域情報化研究会委員
- 北海道大学大型計算機センタープログラム指導員（1996-2000）
- 北海道ミレニアムプロジェクト DoITネットデイ実行委員（2000）
- 札幌市立平岡公園小学校父母と先生の会 会長（2002-）
- 札幌学校開放地域活動事業平岡公園小学校実行委員会委員長（2002-2004）
- 札幌平岡緑児童会館運営委員（2002-2006）
- 北海道札幌平岡高等学校評議員（2002-）
- 北海道庁赤レンガインターネット会議室「北海道IT能力活性化会議室」座長（2004-2006）
- 札幌市民情報交流事業「里美ふれあいクラブ」運営委員長（2004-）
- 北海道eラーニング人材育成協議会委員（2005-2006）
- 北海道生涯学習審議会委員（2008年より副会長）（2005-）
- 北海道再チャレンジ学習支援協議会委員（副会長）（2006-）
- 札幌市清田区地区センター建設／運営を考える会委員（2004-）

## 所属学会
- 情報処理学会
- 情報文化学会
- 教育工学会